# Vansö kyrkby
Vansö kyrkby är en kyrkby i Vansö socken i Strängnäs kommun i Södermanlands län. Vansö kyrka ligger i orten.
Orten var till 2010 klassad som en småort namnsatt till Vansö men när orten klassades som tätort 2010 namnsattes denna till Vansö kyrkby. Orten upphörde som tätort 2018 på grund av minskad befolkning och blev då åter klassad som en småort.

## Befolkningsutveckling
| Befolkningsutvecklingen i Vansö kyrkby/Vansö 1990–2015      | Befolkningsutvecklingen i Vansö kyrkby/Vansö 1990–2015 | Befolkningsutvecklingen i Vansö kyrkby/Vansö 1990–2015 | Befolkningsutvecklingen i Vansö kyrkby/Vansö 1990–2015 | Befolkningsutvecklingen i Vansö kyrkby/Vansö 1990–2015 |
| ----------------------------------------------------------- | ------------------------------------------------------ | ------------------------------------------------------ | ------------------------------------------------------ | ------------------------------------------------------ |
|                                                             |                                                        |                                                        |                                                        |                                                        |
| År                                                          |                                                        |                                                        | Folkmängd                                              | Areal (ha)                                             |
| 1990                                                        | 1990                                                   |                                                        | 150                                                    | 25#                                                    |
| 1995                                                        | 1995                                                   |                                                        | 166                                                    | 21#                                                    |
| 2000                                                        | 2000                                                   |                                                        | 186                                                    | 21#                                                    |
| 2005                                                        | 2005                                                   |                                                        | 188                                                    | 21#                                                    |
| 2010                                                        | 2010                                                   |                                                        | 202                                                    | 21                                                     |
| 2015                                                        | 2015                                                   |                                                        | 202                                                    | 29                                                     |
| Anm.: Ny tätort 2010, upphörd som tätort 2018 # Som småort. |                                                        |                                                        |                                                        |                                                        |

## Bilder

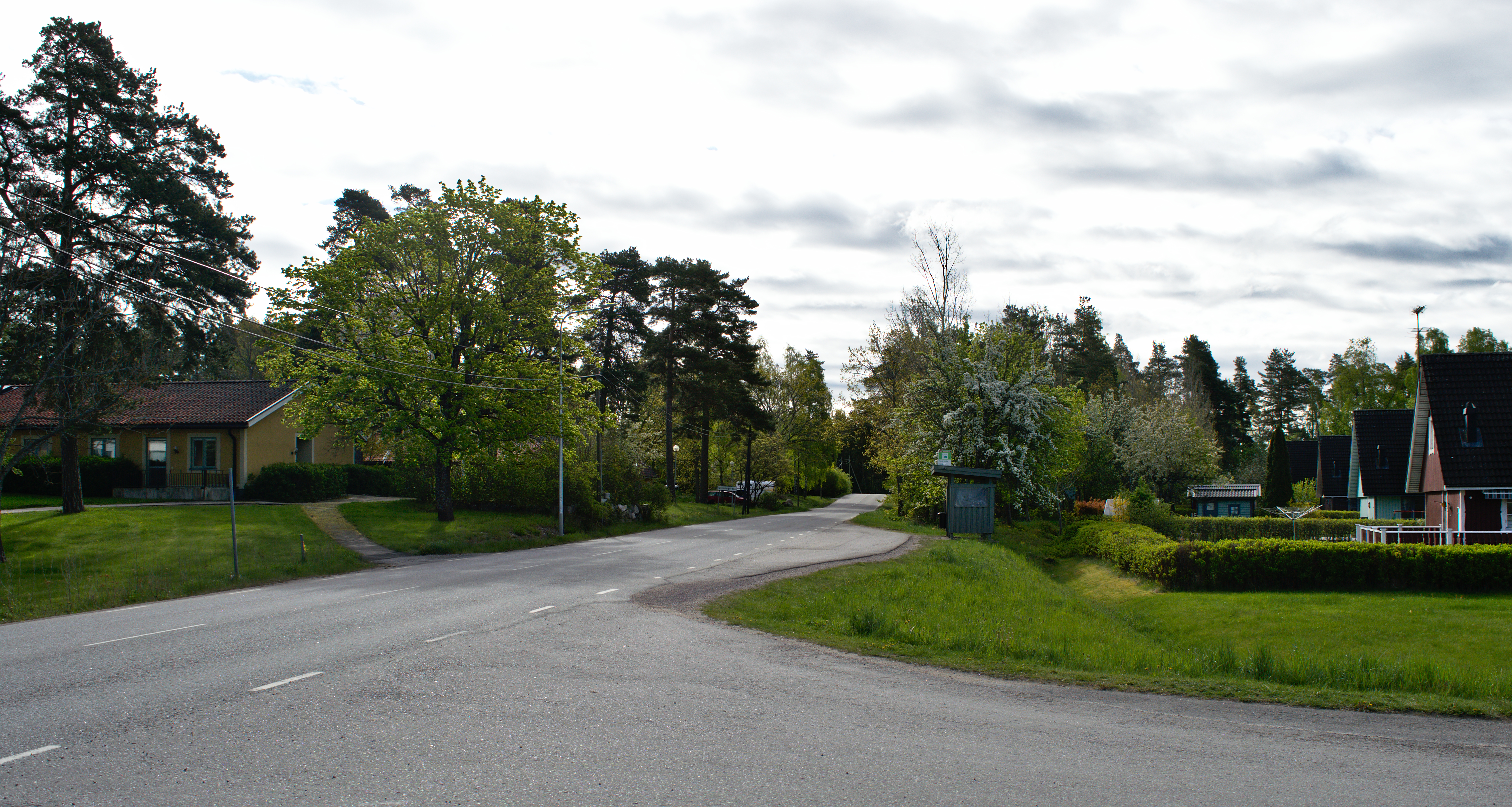
Länsvägen som passerar genom Vansö kyrkby.
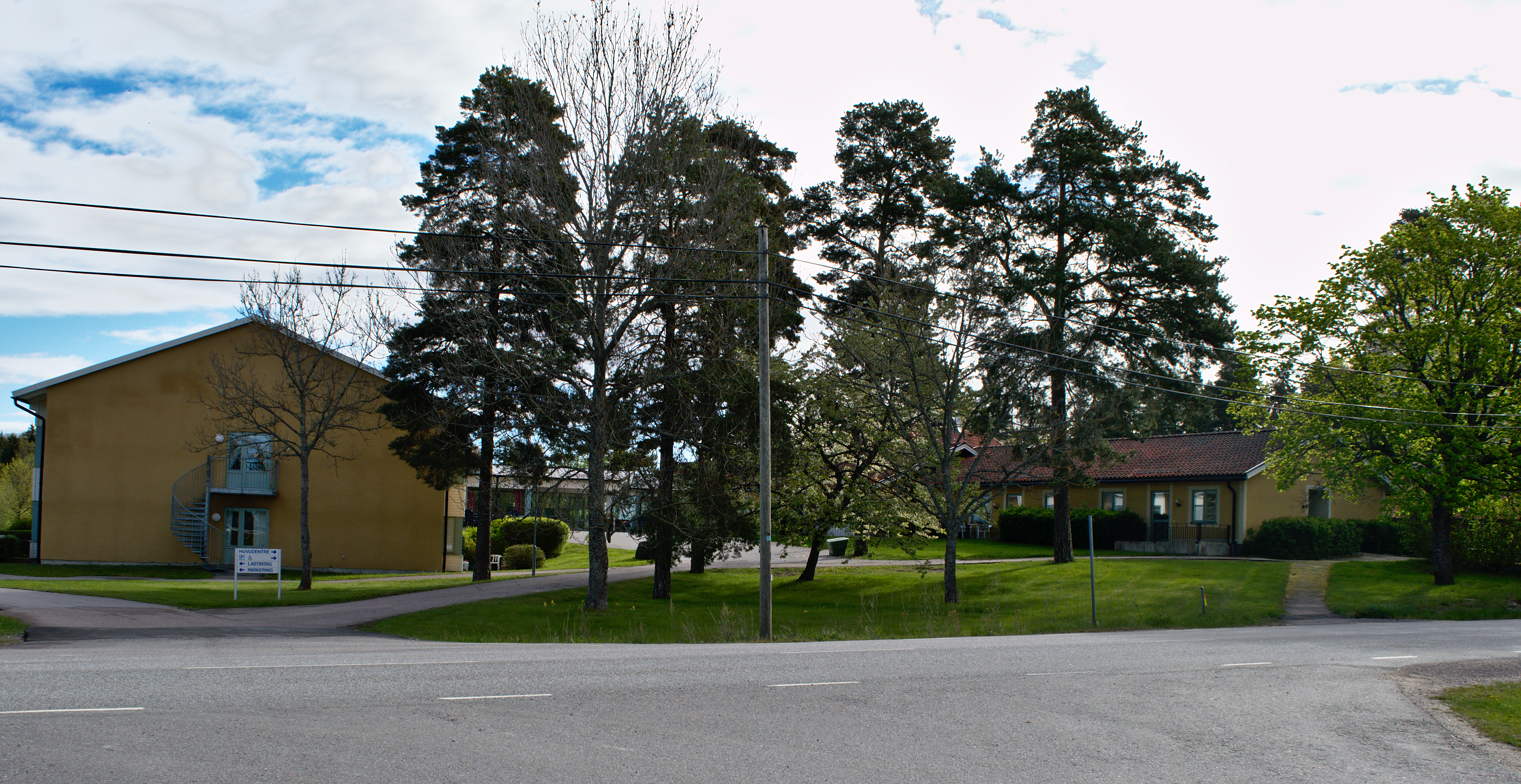
Serviceboendet Sictoniagården.